# Vemmingbund
Vemmingbund är en vik i Danmark. Den ligger i Region Syddanmark, i den södra delen av landet vid Flensburgfjorden.